# Brisantie
Brisantie is de kracht van een explosie, en wordt grotendeels bepaald door de snelheid van de schokgolf na een detonatie. Hoe groter de detonatiesnelheid, des te groter de brisantie van een explosief. Brisantie hangt samen met de verplaatsing van de door de explosie ontstane drukgolf in lucht. Brisantie kent geen eenheid, maar wordt wel gekwantificeerd door middel van proeven, zoals de Trauzlproef en de zandproef. Ten minste drie factoren zijn bekend die de detonatiesnelheid van een explosieve stof beïnvloeden: 
- de methode van initiatie van de ontploffing
- de grootte en de fysieke samenstelling van de lading
- de fysische condities zoals dichtheid en temperatuur

Eenzelfde hoeveelheid springstof kan meer of minder brisant in zijn uitwerking zijn, afhankelijk van de genoemde factoren.
Niet alle explosieve stoffen en mengsels hebben onder dezelfde omstandigheden dezelfde brisantie, zo heeft ANNM ondanks zijn grotere gevoeligheid voor schok en wrijving een lagere brisantie dan het explosief ANFO. Stoffen of mengsels die een deflagratie ondergaan hebben een lage brisantie en worden geclassificeerd als "low explosive". Stoffen/mengsels die een detonatie ondergaan hebben een hogere brisantie en worden daarom geclassificeerd als "high explosive". 
Voorbeelden van stoffen met een hoge brisantie zijn: zilvercarbide, loodazide, organische peroxiden, nitroglycerine, hydrazine. Explosieve mengsels met een hoge brisantie zijn bijvoorbeeld explosieven op basis van ammoniumnitraat (zoals ANFO, ANNM, AN/AL) en fulminerend (ontploffend) poeder, een mengsel van kaliumnitraat, kaliumcarbonaat en zwavel.
De term brisantie is ontleend aan het Franse brisant ('snel ontploffend'), wat op diens beurt zijn oorsprong vindt in het Laatlatijns brisare ('druiven persen').